# カディス条約
カディス条約（カディスじょうやく、英語: Treaty of Cardis）は、1661年7月1日（グレゴリオ暦）にカルデで締結された、スウェーデン帝国とロシア・ツァーリ国の間の講和条約。
条約により、1656年に開戦したロシア・スウェーデン戦争が正式に終結した。

## 内容
条約により、ロシアはスウェーデンに全ての占領地を返還、1656年のリガ包囲戦のためにコケンハウセンで建造された全ての船を破壊する（船はアファナシー・オルディン＝ナシュショキンというボヤールの造船所で製造された）。全体的にはストルボヴァの和約での国境が再確認される形となった。